# Nothing But The Real Group
Nothing But The Real Group från 1989 är a cappella-gruppen The Real Groups andra musikalbum.

## Låtlista
1. It Don't Mean a Thing (Musik: Duke Ellington – text: Irving Mills) – 2:29
2. Sir Duke (Stevie Wonder) – 3:00
3. When I Fall in Love (Edward Heyman, Victor Young) – 4:38
4. Chili Con Carne (Anders Edenroth) – 3:58
5. God Only Knows (Musik: Brian Wilson – text: Tony Asher) – 2:37
6. As Rain (Anders Edenroth) – 5:22
7. Drive My Car (Lennon/McCartney) – 2:02
8. There Will Never be Another You (Musik: Harry Warren – text: Mack Gordon) – 2:26
9. Come Sunday (Duke Ellington) – 4:13
10. Very Early (Musik: Bill Evans – text: Peder Karlsson)
11. I'm With You (Johnny Mercer/Bobby Troup) – 2:25
12. Everybody Needs Somebody to Love (Bert Berns/Solomon Burke/Jerry Wexler) – 2:33

## Arrangemang
- Anders Edenroth (spår 1–4, 6, 8, 12)
- Tomas Bergquist (spår 5, 7)
- Anders Jalkéus (spår 8, 9)
- Peder Karlsson (spår 10)
- Margareta Bengtson (spår 11)

## Medverkande
- Margareta Bengtson – sopran
- Katarina Wilczewski – alt
- Anders Edenroth – alt
- Peder Karlsson – tenor
- Anders Jalkéus – bas